# Ernest Aldrich Simpson
Ernest Aldrich Simpson (6 de mayo de 1897-30 de noviembre de 1958) fue un corredor marítimo angloestadounidense, más conocido por haber sido el segundo marido de Wallis Simpson, la mujer por quien dejó el trono Eduardo VIII. Fue socio en la firma de corretaje naviero ''Simpson, Spence & Young'' de la ciudad de Londres.

## Biografía

### Familia y educación
Nació en Nueva York y fue educado en The Hill School y Harvard. Fue capitán de los Coldstream Guards por un breve periodo durante la Primera Guerra Mundial. Su padre, Ernest Louis Simpson, que fue cofundador de la firma internacional de corretaje naviero SSY en 1880, era un ciudadano británico cuyo apellido original era Salomon. Su madre, Charlotte Woodward Gaines, era una estadounidense hija de Royal Aldrich Gaines, abogado de Nueva York, y su esposa Laura Walker. 
Simpson renunció a la ciudadanía de Estados Unidos poco después de salir de Harvard y se convirtió en ciudadano naturalizado británico. Aparentemente ocultó su origen judío para ser aceptado por el establishment. «En sus años de juventud era descrito como alto, con los ojos azules, el cabello rubio y rizado, un prolijo bigote rubio y exigente en el vestir», según un artículo de The New York Times.

### Primer matrimonio
Se casó por vez primera el 22 de febrero de 1923 en la ciudad de Nueva York con Dorothea Parsons Dechert, exesposa de James Flanagan Dechert e hija de Arthur Webb Parsons y Frances Margaret Graves. La novia era bisnieta de Theophilus Parsons, un juez de la Suprema Corte de Justicia de Massachusetts que fue presidente de la Universidad de Harvard. Dorotea y Ernest tuvieron una hija, Audrey, nacida en 1924. Audrey Simpson Driggs, como es más conocida, es artista y actualmente vive en Canadá.

### Segundo matrimonio
La segunda esposa de Simpson fue Wallis Warfield Spencer, nacida en Baltimore, Maryland, exesposa de Earl Winfield Spencer Jr. e hija única de Teackle Wallis Warfield y Alice Montague; con quien inició un romance cuando todavía estaba casado con Dorotea. Wallis y Simpson se casaron en Londres, Inglaterra, el 21 de julio de 1928 y se divorciaron el 3 de mayo de 1937.
A pesar de que Wallis había sido amante de Eduardo VIII desde unos años atrás, Simpson decidió ofrecerle el divorcio e inculparse de adulterio para proteger el prestigio de su esposa y que esta pudiera después casarse con Eduardo.
Como su obituario en The New York Times observó, la publicidad sobre el nuevo matrimonio de Wallis con el duque de Windsor y su fama posterior, lo colocó en el papel de «el hombre olvidado». Sin embargo, los dos siguieron siendo amigos, según el periódico, la duquesa de Windsor incluso le envió flores cuando estuvo en el hospital por una cirugía y Simpson le ofreció asesoramiento y aclaraciones a Wallis cuando trabajaba en sus memorias. 
Mantuvieron correspondencia íntima durante mucho tiempo después de su divorcio y las cartas, recientemente reveladas a la luz pública, demuestran que Wallis siguió sintiendo un profundo cariño por Ernest y que lamentaba haberlo perdido.

### Tercer matrimonio
Su tercera esposa fue Mary Huntemuller Kirk, que había estado casada con Jacques Achille Louis Raffray, un agente de seguros nacido en Francia, y era hija de Henry Child Kirk, propietario y gerente de Kirk Silversmith Co. de Baltimore y de Edith Huntemuller. Mary era amiga de la juventud de Wallis Warfield y fue su dama de honor cuando contrajo matrimonio con Earl Winfield Spencer Jr. También fue la mujer con quien Simpson se alojó en un hotel en Berkshire, para darle a Wallis las pruebas de adulterio necesarias para obtener el divorcio. 
Ernest Simpson y Mary Raffray se casaron el 19 de noviembre de 1937, seis meses después del divorcio de Simpson y tres semanas después del divorcio de Mary. La pareja tuvo un hijo que nació en 1939, Ernest Henry Child Simpson, quien más tarde cambió su nombre a Aharon Solomons y se convirtió en soldado del ejército Israelí, actualmente es instructor de buceo libre. Mary murió de cáncer de mama el 2 de octubre de 1941.

### Cuarto matrimonio
La cuarta esposa de Simpson fue Avril Joy Mullens, exesposa del brigadier-general Hugh Leveson-Gower y del príncipe George Imeretinsky, hija menor de sir John Ashley Mullens y Evelyne Maude Adamson. Simpson y Avril Leveson-Gower se casaron en Westminster el 12 de agosto de 1948. Avril Simpson murió en un accidente automovilístico en México.

### Muerte
Ernest Simpson murió de cáncer de garganta el 30 de noviembre de 1958 en Londres, Inglaterra. Al momento de su fallecimiento tenía 61 años de edad.